# Khaled Abdul-Wahab
Khaled Abdul-Wahab (1911-1997) fue un aristócrata tunecino. Durante la Segunda Guerra Mundial, tras la ocupación de su país en 1942 por las fuerzas de la Alemania Nazi fueron aplicadas políticas antisemitas que afectaron a unas 100 mil personas, forzadas a la segregación pública, portando obligatoriamente el distintivo de la estrella de David, a la expropiación de sus bienes o a la deportación hacia campos de trabajo. Abdul-Wahab, residente entonces en Mahdia, fue designado interlocutor de la ciudad ante las fuerzas ocupantes lo que le permitió conocer los planes de algunos oficiales para detener a Odette Boukris, mujer judía. Abdul-Wahab decidió dar refugio y escondite a Boukris, a su familia y a otras doce personas hasta el final de la ocupación. Este episodio fue investigado por Robert Satloff, director del Washington Institute for Near East Policy quien propuso la distinción de Justo entre las naciones para Abdul-Wahab en enero de 2007.